# Adam Ryen
Adam Sebastien Ryen (Norvegia, 7 ottobre 1980) è un attore e sceneggiatore norvegese.
È figlio dello sceneggiatore Tore Ryan.
Ha lavorato nel 1990, all'età di 10 anni, nel doppiaggio del cartone animato Bianca e Bernie nella terra dei canguri in cui dà la voce a Cody.

## Filmografia parziale
- Bianca e Bernie nella terra dei canguri (The Rescuers Down Under), regia di Hendel Butoy e Mike Gabriel (1990) - voce
- Star Trek: The Next Generation - serie TV, episodio 4x03 (1990)
- In casa con il nemico (Stepfather III), regia di Guy Magar (1992)